# 4770 Лейн
4770 Лейн (4770 Lane) — астероїд головного поясу, відкритий 9 серпня 1989 року.
Тіссеранів параметр щодо Юпітера — 3,096.